# Amblyseius madorellus
Amblyseius madorellus är en spindeldjursart som beskrevs av Athias-Henriot 1966. Amblyseius madorellus ingår i släktet Amblyseius och familjen Phytoseiidae. Inga underarter finns listade i Catalogue of Life.